# Класс BPP

Положение класса BPP в иерархии классов сложности.

В теории алгоритмов классом сложности BPP (от англ. bounded-error, probabilistic, polynomial) называется класс предикатов, быстро (за полиномиальное время) вычислимых и дающих ответ с высокой вероятностью (причём, жертвуя временем, можно добиться сколь угодно высокой точности ответа). Задачи, решаемые вероятностными методами и лежащие в BPP, возникают на практике очень часто.

## Формальное определение
Классом BPP называется класс предикатов P(x), вычислимых на вероятностных машинах Тьюринга (обычных машинах Тьюринга с лентой случайных чисел) за полиномиальное время с ошибкой не более ⅓. Это значит, что вычисляющая значение предиката вероятностная машина Тьюринга даст ответ за время, равное O(nk), где n — длина x, причём если правильный ответ 1, то машина выдаёт 1 с вероятностью как минимум ⅔, и наоборот. Множество слов, на которых P(x) возвращает 1, называется языком, распознаваемым предикатом P(x).
Число ⅓ в определении выбрано произвольно: если вместо него выбрать любое число p, строго меньшее ½, то получится тот же самый класс. Это верно, поскольку если есть машина Тьюринга, распознающая язык с вероятностью ошибки p за время O(nk), то точность можно сколь угодно хорошо улучшить за счёт относительно небольшого прироста времени. Если мы запустим машину n раз подряд, а в качестве результата возьмём результат большинства запусков, то вероятность ошибки упадёт до {\displaystyle \left(2{\sqrt {p(1-p)}}\right)^{n}}, а время станет равным O(nk+1). Здесь n запусков машины рассматриваются как схема Бернулли с n испытаниями и вероятностью успеха 1-p, а формула, выражающая ошибку, — вероятность неудачи не менее чем в половине случаев. Если теперь запустить машину n2 раз подряд, то время возрастёт до O(nk+2), а вероятность ошибки упадёт до {\displaystyle \left(2{\sqrt {p(1-p)}}\right)^{n^{2}}}. Таким образом, с ростом показателя многочлена, оценивающего время, точность растёт экспоненциально, и можно достичь любого нужного значения.

### Алгоритмы Монте-Карло
Вероятностный алгоритм {\displaystyle {\mathcal {A}}} принимает язык {\displaystyle L} по стандарту Монте-Карло, если вероятность ошибки алгоритма не превосходит {\displaystyle 1/3}. То есть, {\displaystyle \mathbb {P} ({\mathcal {A}}(x)=P(x))\geq 2/3}, где {\displaystyle P(x)} — предикат принадлежности слова {\displaystyle x} языку {\displaystyle L}. Таким образом, класс BPP образуют предикаты такие что для них существует полиномиальный вероятностный алгоритм, принимающий их язык по стандарту Монте-Карло. Такие алгоритмы также называют алгоритмами Монте-Карло.

#### Связь с алгоритмами Лас-Вегаса
Пусть {\displaystyle {\mathcal {B}}} алгоритм Монте-Карло с временной сложностью {\displaystyle f(n)}, где {\displaystyle n} - длина входа. Также примем за {\displaystyle p(n)} нижнюю границу вероятности того, что алгоритм Лас-Вегаса {\displaystyle {\mathcal {A}}} даст корректный результат, а за {\displaystyle {\mathcal {C}}} алгоритм с временной сложностью {\displaystyle g(n)}, проверяющий результат {\displaystyle {\mathcal {A}}} на достоверность. В таком случае существует алгоритм {\displaystyle {\mathcal {A}}} с ожидаемой временной сложностью {\displaystyle (f(n)+g(n))/p(n)}. Для доказательства представим, что {\displaystyle {\mathcal {A}}} вызывает {\displaystyle {\mathcal {B}}} и {\displaystyle {\mathcal {C}}} до тех пор, пока {\displaystyle {\mathcal {C}}} не подтвердит корректность результата. Тогда время работы одной итерации такой процедуры составит {\displaystyle f(n)+g(n)}. Вероятность же того, что будет повторено {\displaystyle k} итераций равна {\displaystyle (1-p(n))^{k-1}\cdot p(n)}, а значит, ожидаемое количество итераций равно {\displaystyle \sum _{k=1}^{\infty }k\cdot (1-p(n))^{k-1}\cdot p(n)=1/p(n)}, исходя из того, что {\displaystyle \sum _{k=1}^{\infty }k\cdot x^{k}=x/(1-x)^{2}}.

## Отношения с другими классами
Сам BPP замкнут относительно дополнения. Класс P включён в BPP, поскольку он даёт ответ за полиномиальное время с нулевой ошибкой. BPP включён в класс {\displaystyle \Sigma _{2}^{p}\cap \Pi _{2}^{p}} полиномиальной иерархии и, как следствие, включён в PH и PSPACE. Кроме того, известно включение BPP в класс P/Poly.

Квантовым аналогом класса BPP (другими словами, расширением класса BPP на квантовые компьютеры) является класс BQP.
{\displaystyle {\mbox{BPP}}\subseteq {\mbox{BQP}}}

## Другие свойства
До 2002 года одной из наиболее известных задач, лежащих в классе BPP, была задача распознавания простоты числа, для которой существовало несколько различных полиномиальных вероятностных алгоритмов, таких как тест Миллера-Рабина, но ни одного детерминированного. Однако, в 2002 году детерминированный полиномиальный алгоритм был найден индийскими математиками Agrawal, Kayan и Saxena, которые таким образом доказали, что задача распознавания простоты числа лежит в классе P. Предложенный ими алгоритм AKS (названный по первым буквам их фамилий) распознает простоту числа длины n за время O(n4).